# Episodi di Im Namen des Gesetzes (settima stagione)
La settima stagione della serie televisiva Im Namen des Gesetzes è stata trasmessa in anteprima in Germania dalla RTL Television tra il 10 ottobre 2000 e il 19 dicembre 2000.
| nº | Titolo originale           | Titolo italiano | Prima TV Germania | Prima TV Italia |
| -- | -------------------------- | --------------- | ----------------- | --------------- |
| 1  | Kurzer Prozeß              | inedito         | 10 ottobre 2000   | inedito         |
| 2  | Herzraub                   | inedito         | 17 ottobre 2000   | inedito         |
| 3  | Entführt                   | inedito         | 24 ottobre 2000   | inedito         |
| 4  | Der dressierte Tod         | inedito         | 31 ottobre 2000   | inedito         |
| 5  | Verhängnisvolle Erinnerung | inedito         | 7 novembre 2000   | inedito         |
| 6  | Mutterliebe                | inedito         | 14 novembre 2000  | inedito         |
| 7  | Game over                  | inedito         | 21 novembre 2000  | inedito         |
| 8  | Eine Frage der Ehre        | inedito         | 28 novembre 2000  | inedito         |
| 9  | Das Duell                  | inedito         | 5 dicembre 2000   | inedito         |
| 10 | Das Phantom                | inedito         | 12 dicembre 2000  | inedito         |
| 11 | Interne Ermittlungen       | inedito         | 19 dicembre 2000  | inedito         |